# Lyle Lovett

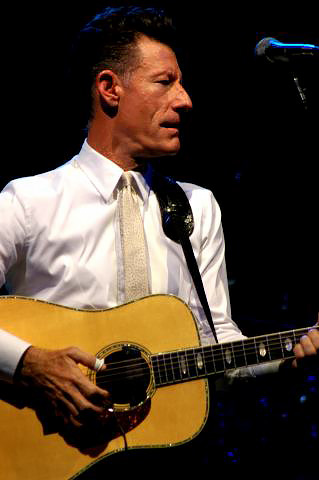
Lyle Lovett (2005)

Lyle Pearce Lovett [laɪl ˈlʌvɪt] (* 1. November 1957 in Houston, Texas) ist ein US-amerikanischer Country-Musiker und Schauspieler.

## Leben
Sein Ururgroßvater, Adam Klein, war einer der Gründerväter des Ortes Klein in der Nähe von Houston in Texas, wo Lyle Lovett aufwuchs und bis heute lebt. Lovett besuchte die Texas A&M University und machte seinen Abschluss in German Language and Literature und Journalism.
Seine musikalische Karriere begann er als Songwriter. 1986 wurde ihm ein Vertrag mit dem Major-Label MCA Records angeboten, woraufhin er im selben Jahr sein Debütalbum veröffentlichte. Gemeinsam mit Dwight Yoakam, Steve Earle, k. d. lang, Robert Earl Keen, mit dem er sich während seines Studiums anfreundete, und anderen war er Teil einer zwar kommerziell erfolgreichen, aber weniger Mainstream-orientierten Strömung des Country Ende der 1980er Jahre. Neben traditionellem Country finden sich Elemente von Folk, Jazz, Swing, Blues und Gospel in seiner Musik.
1989 gewann er einen Grammy für die Best Male Country Vocal Performance (Beste männliche Country-Gesangsdarbietung).
Am 25. Juni 1993 heiratete er die Schauspielerin Julia Roberts, von der er sich am 22. März 1995 wieder scheiden ließ. Seit 1999 lebt er mit seiner Freundin April zusammen. Am 28. März 2002 wurde er auf der Farm seines Onkels in Klein von einem Bullen niedergerannt, als er versuchte, seinem Onkel zu helfen, der zuvor seinerseits von dem Bullen angegriffen worden war. Trotz schwerer Verletzungen erholte er sich innerhalb von sechs Monaten und ging im Sommer 2003 wieder auf Tour.
Lovett hat bis heute in mehreren TV- und Kinofilmen gespielt, unter anderem in vier Filmen von Regisseur Robert Altman. In Short Cuts spielte er den Konditor Andy Bitkover.

## Diskografie

### Alben
| Jahr | Titel                          | Höchstplatzierung, Gesamtwochen, AuszeichnungChartplatzierungen (Jahr, Titel, Platzierungen, Wochen, Auszeichnungen, Anmerkungen) | Höchstplatzierung, Gesamtwochen, AuszeichnungChartplatzierungen (Jahr, Titel, Platzierungen, Wochen, Auszeichnungen, Anmerkungen) | Höchstplatzierung, Gesamtwochen, AuszeichnungChartplatzierungen (Jahr, Titel, Platzierungen, Wochen, Auszeichnungen, Anmerkungen) | Höchstplatzierung, Gesamtwochen, AuszeichnungChartplatzierungen (Jahr, Titel, Platzierungen, Wochen, Auszeichnungen, Anmerkungen) | Anmerkungen                                                              |
| Jahr | Titel                          | CH | UK | US | Country | Anmerkungen                                                              |
| ---- | ------------------------------ | --- | --- | --- | --- | ------------------------------------------------------------------------ |
| 1986 | Lyle Lovett                    | — | — | — | Country14 (46 Wo.)Country |                                                                          |
| 1987 | Pontiac                        | — | — | US117 Gold · (14 Wo.)US | Country12 (60 Wo.)Country |                                                                          |
| 1989 | Lyle Lovett and His Large Band | — | — | US62 Gold · (21 Wo.)US | Country10 (77 Wo.)Country | Erstveröffentlichung: 23. Januar 1989                                    |
| 1992 | Joshua Judges Ruth             | — | — | US57 Gold · (34 Wo.)US | — | Erstveröffentlichung: 31. März 1992                                      |
| 1994 | I Love Everybody               | — | UK54 (1 Wo.)UK | US26 Gold · (13 Wo.)US | — | Erstveröffentlichung: 27. September 1994                                 |
| 1996 | The Road to Ensenada           | — | UK62 (2 Wo.)UK | US24 Gold · (16 Wo.)US | Country4 (67 Wo.)Country | Erstveröffentlichung: 18. Juni 1996                                      |
| 1998 | Step Inside This House         | — | — | US55 Gold · (7 Wo.)US | Country9 (28 Wo.)Country | Erstveröffentlichung: 22. September 1998                                 |
| 2003 | My Baby Don’t Tolerate         | — | — | US63 (7 Wo.)US | Country7 (33 Wo.)Country | Erstveröffentlichung: 30. September 2003                                 |
| 2007 | It’s Not Big, It’s Large       | — | — | US18 (8 Wo.)US | Country2 (25 Wo.)Country | Erstveröffentlichung: 28. August 2007 als Lyle Lovett and His Large Band |
| 2009 | Natural Forces                 | — | — | US29 (4 Wo.)US | Country8 (21 Wo.)Country | Erstveröffentlichung: 20. Oktober 2009                                   |
| 2012 | Release Me                     | — | — | US60 (3 Wo.)US | Country9 (22 Wo.)Country | Erstveröffentlichung: 28. Februar 2012                                   |
| 2022 | 12th of June                   | CH73 (3 Wo.)CH | — | — | Country27 (1 Wo.)Country | Erstveröffentlichung: 13. Mai 2022                                       |

### Kompilationen
| Jahr | Titel                            | Höchstplatzierung, Gesamtwochen, AuszeichnungChartplatzierungen (Jahr, Titel, Platzierungen, Wochen, Auszeichnungen, Anmerkungen) | Höchstplatzierung, Gesamtwochen, AuszeichnungChartplatzierungen (Jahr, Titel, Platzierungen, Wochen, Auszeichnungen, Anmerkungen) | Anmerkungen |
| Jahr | Titel                            | US | Country | Anmerkungen |
| ---- | -------------------------------- | --- | --- | ----------- |
| 2001 | Anthology Volume One: Cowboy Man | US195 (1 Wo.)US | Country26 (26 Wo.)Country |             |
| 2003 | Smile: Songs from the Movies     | US106 (4 Wo.)US | — |             |

### Livealben
| Jahr | Titel         | Höchstplatzierung, Gesamtwochen, AuszeichnungChartplatzierungen (Jahr, Titel, Platzierungen, Wochen, Auszeichnungen, Anmerkungen) | Höchstplatzierung, Gesamtwochen, AuszeichnungChartplatzierungen (Jahr, Titel, Platzierungen, Wochen, Auszeichnungen, Anmerkungen) | Anmerkungen |
| Jahr | Titel         | US | Country | Anmerkungen |
| ---- | ------------- | --- | --- | ----------- |
| 1999 | Live in Texas | US94 (9 Wo.)US | Country7 (39 Wo.)Country |             |

### Soundtracks
- 2000: Dr. T & the Women

### Singles
| Jahr | Titel Album                                                           | Höchstplatzierung, Gesamtwochen, AuszeichnungChartsChartplatzierungen (Jahr, Titel, Album, Platzierungen, Wochen, Auszeichnungen, Anmerkungen) | Anmerkungen |
| Jahr | Titel Album                                                           | Country | Anmerkungen |
| ---- | --------------------------------------------------------------------- | --- | ----------- |
| 1986 | Farther Down the Line Lyle Lovett                                     | Country21 (19 Wo.)Country |             |
| 1986 | Cowboy Man Lyle Lovett                                                | Country10 (19 Wo.)Country |             |
| 1987 | God Will Lyle Lovett                                                  | Country18 (14 Wo.)Country |             |
| 1987 | Why I Don’t Know Lyle Lovett                                          | Country15 (14 Wo.)Country |             |
| 1987 | Give Back My Heart Pontiac                                            | Country13 (18 Wo.)Country |             |
| 1988 | She’s No Lady Pontiac                                                 | Country17 (16 Wo.)Country |             |
| 1988 | I Loved You Yesterday Pontiac                                         | Country24 (14 Wo.)Country |             |
| 1988 | If I Had a Boat Pontiac                                               | Country66 (4 Wo.)Country |             |
| 1988 | I Married Her Because She Looks Like You Lyle Lovett & His Large Band | Country45 (9 Wo.)Country |             |
| 1989 | Stand by Your Man Lyle Lovett & His Large Band                        | Country82 (3 Wo.)Country |             |
| 1989 | Nobody Knows Me Lyle Lovett & His Large Band                          | Country84 (2 Wo.)Country |             |
| 1989 | If I Were the Man You Wanted Lyle Lovett                              | Country49 (7 Wo.)Country |             |
| 1996 | Private Conversation The Road to Ensenada                             | Country72 (1 Wo.)Country |             |
| 1996 | Don’t Touch My Hat The Road to Ensenada                               | Country68 (2 Wo.)Country |             |

Weitere Singles
- 1988: Simple Song
- 1990: Here I Am
- 1991: You Can’t Resist It
- 1992: You’ve Been So Good Up to Now
- 1992: North Dakota
- 1994: Skinny Legs
- 1994: Just the Morning
- 1996: It Ought to Be Easier
- 1997: That’s Right (You’re Not from Texas)
- 1998: Bears
- 1999: You Can’t Resist It (Live)
- 2000: San Antonio Girl
- 2003: Smile
- 2003: Gee Baby, Ain’t I Good to You
- 2003: My Baby Don’t Tolerate
- 2004: In My Own Mind
- 2007: South Texas Girl
- 2008: No Big Deal
- 2012: Isn’t That So

## Auszeichnungen
Grammy Awards
- Best Country Male Vocal Performance, Grammy Awards 1990
- Best Country Duo/Group with Vocal für Blues for Dixie mit Asleep at the Wheel, Grammy Awards 1995
- Best Pop Vocal Collaboration für Funny How Time Slips Away mit Al Green, Grammy Awards 1995
- Best Country Album für The Road to Ensenada, Grammy Awards 1997

## Filme
- 1992: The Player
- 1993: Short Cuts
- 1994: Prêt-à-Porter
- 1996: Schutzlos – Schatten über Carolina (Bastard Out of Carolina)
- 1998: The Opposite of Sex – Das Gegenteil von Sex (The Opposite of Sex)
- 1998: Fear and Loathing in Las Vegas
- 1999: Cookie’s Fortune – Aufruhr in Holly Springs (Cookie’s Fortune)
- 2002: The New Guy (alternativ: The New Guy – Auf die ganz coole Tour)
- 2013: Angels Sing

## Fernsehen (Auswahl)
- 1995, 1999: Verrückt nach dir (Mad About You, Folgen 3x14 Verrückt nach dir – Teil 2, 7x21 Wie ich wurde, was ich bin – Teil 1)
- 2000: Dharma & Greg (Folge 3x15 Immer Ärger mit den Rockstars)
- 2010: Castle (Folge 3x09 Akte X)
- 2013–2014: The Bridge (10 Folgen)
- 2017: Life in Pieces (Folge 2x14 Joans Facebook-Account / Derek, der Goldfisch / Hochzeitsplanung / Backstage)
- 2020: Red Steagall Is Somewhere West of Wall Street (Folge 7x21 Buster Welch)
- 2020, 2022, 2023: Blue Bloods (Folgen 10x14, 12x10 & 13x15)